# Свирские
Сви́рские (пол. Świrski, Śvirski) — княжеский род Великого княжества Литовского и Речи Посполитой, позднее Российской империи.

## Герб
Представители рода пользовались гербом «Лис VI или Свирский» (в красном поле двойной серебряный крест, оканчивающийся кверху стрелою, над шлемом княжеская корона, в навершии шлема выходящая лиса, обращённая вправо). 

## История
Предположительно Свирские происходят от легендарного рода Довспрунгов, что подразумевает их дальнее родство с первым королем ВКЛ Миндовгом. По своему происхождению считались одним из древнейших феодальных родов во всем Великом Княжестве Литовском.
В XV—XVI веках Свирские были могущественным родом, который владел несколькими богатыми имениями на территории современной Беларуси. Резиденцией князей Свирских было поселение Свирь на берегу Одноименного озера (расположенного западнее озера Нарочь в современной Минской обл.). Представители рода занимали множественные государственно-административные посты в Великом княжестве Литовском в XV—XVI веках. Опирались они на свои богатые поместья и военную силу, которую выставляли в Земское (шляхетское). Свирским принадлежали имения Свирь, Мядель, Кобыльник, Сырмеж, Больковщина, Свираны, Ворняны и Тракеники с окрестными деревнями, землями, лесами и озёрами. В начале XVI века часть имений была продана другим феодалам. Постепенно значение князей Свирских уменьшается, и они превращаются в обычную знать, а имения их размельчаются между многочисленными потомками рода.
Княжеский титул передавался по наследству по линии старшей ветви. Последний из его носителей — князь и коллатор Свирского костела Игнатий Свирский — умер в нищете в 1820 г., не оставив потомков. От других ветвей потомков было множество, но после смерти Игнатия ни один из них не мог документально доказать родства с ним (не располагая необходимой для этого информацией о своих предках, которая в данном случае требовалась за 8-10 поколений). Таким образом, княжеский титул был родом утрачен. Другие Свирские этого рода были утверждены Департаментом Герольдии Российской империи как простые дворяне, без титула.
Род Свирских внесен в VI и I ч. родословных книг Виленской, Витебской, Ковенской, Минской и Подольской губерний.
Первые письменные сведения о князьях Свирских относятся к 1-й половине XV века. Договор между князем Свидригайлом и Ливонским орденом от 15 мая 1432 года подписал Александр Свирский. Договор между великим князем Сигизмундом Кейстутовичем и королём Ягайло от 20 января 1434 года подписали князья Эрик и Роман Свирские. В 1452 г. вместе с другими князьями Свирскими упоминается Ивашка Свирский от которого происходит ветвь князей Свирских, которым принадлежало местечко Свирь. В 1452 г. Ивашка Свирский построил в Свири костел. В середине XV века в документах упоминаются князья Ивашко, Бутвид, Талимонт и Шокал (Сокол) Свирские. Различные линии Свирских во 2-й половине XV века называли себя также Бутвидовичами, Пригчевичами, Сяницкими, Тальмонтами и Турами. В 1528 усадьбу Свирь купил Юрий Николаевич Радзивилл. В 1535 г. Ольбрехт Гаштольд приобрел у князей Войтеха и Андрея Юхновичей Свирских их части имения Мядель. В начале XIX века Свирские назывались князьями, но не были утверждены князьями в Российской империи и потеряли княжеский титул. В начале XX века Свирские имели небольшие имения в Виленской, Витебской, Ковенской, Минской, Подольской и Могилёвской губерниях.

## Представители рода Свирских
- Роман и Эрик Свирские — 20 января 1434 года подписал договор между великим князем Сигизмундом Кейстутовичем и королём Ягайло.
- Ян князь Свирский по прозвищу Крыг — упоминается 13 июля 1443 года, когда вместе с женой Доротой и родственниками даровал виленским францисканцам у Панны Марии на Песках зерно и гречку из своей деревни Мядель в обмен на две еженедельные службы и запись их в поминальные книги после их смерти[5].
- Дорота по прозвищу Сонька вместе с сыном Талимунтом, князем Свирским — упоминаются 28 сентября 1449 года, когда подарила десятину со своей деревни Мядель за души их дедов и отца с детьми[6].
- князь Станислав Талимонтович, дедич Свири — 22 июля 1503 года на праздник Марии Магдален, выделяет средства для создания алтаря в приходском костеле святого Николая в Свири в честь Найсвятейшей Панны Марии, святой Анны и святого Станислава. Настоятелю костела Станиславу и его преемникам дарит двор свой Селяны с 12 подданными-чиншевиками, озеро Туща, мельницу с прудом в Туще, таверну в Мяделе c одной семьей по фамилии Шурпик, землю под названием Гоговщина, десятину зерна со дворов своих Мядель и Дубатовка за отпраление трех месс еженедельно за здоровье, за грехи и за умерших. Грамоту удостоверили своими подписями алтарист из Свири Якуб, другой алтарист Иоанн, князь Тур, знатные дворяне Лаврентий Вышимунтович и Георгий Млечко. Во второй грамоте от 22 июля 1503 года Станислав, дедич Свири, записал для алтаря умершей Петковой в костеле Свирском одного подданного с детьми и данью «дякло» вместе с землями, лугами и пашнями, с обязательством отправления еженедельной мессы за свою душу[7].
- Сенька Романович Свирский с женой Богданой — 1 августа 1472 года выдали дарственную грамоту в Свири, согласно которой выделили средства на создание и содержание алтаря в костеле в честь явления Панны Марии, святого апостола Бартоломея и святого Леонарда: двор в Йодупе, десятину жита и огороднины из Волчина и Спор. Из Свири только огороднину. Скот из всех вышеперечисленных дворов. Взамен ректор алтаря обязан был проводить еженедельно 2 мессы: первую — по отпущению грехов, вторую — за умерших. В грамоте сохранял за собой и своими наследниками право патроната над алтарем[8].
- Ян Романович Свирский с женой Анной, дочерью дворянина Струмки — 10 июля 1490 года записали князю Мартину, алтаристу в Свири, и его преемникам за отправление месс за души своих родителей, друзей и родственников две десятины жита со своих дворов Споры и Сырмеж, ежегодно по одному поросенку и одному пуду масла либо 90 локтей полотна на свитки. Жена Анна также обязалась отдать свой двор алтаристу, полученный от мужа[9]. У них не было детей. Родной брат — Петька Романович Свирский.
- Петька Романович Свирский — служил Слуцким князьям. У Петьки было 7 сыновей: Людвиг, Михаил, Якуб, Андрей, Мартин, Ян (Януш), Александр и 6 дочерей: Ядвига, Людмила, Александра, Авдотья, Софья и Анастасия. В 1503 году его уже не было в живых.
- Андрей Петькович Свирский — настоятель в Ворнянах, каноник и прелат Виленский. Известен по дарственной грамоте от 22.06.1463 г. костелу св. Андрея в имении Медело[10]. Следует отметить, что польские исследователи в междувоенный период (в частности, Ян Фиялек) считали фальшивой данную грамоту на латинском языке. Писатель ВКЛ Адам Якубович из Котры (?-1517) на книге из своей частной библиотеки «Majus, De priscorum verborum proprietate» (Tarvisiae 1477) оставил две памятные записи, одна из которых гласит: «Книга Адамова Якубовича с Котры, с Литвы з волости Городенское, Зброшкова брата, ему ж накладался на науку до Кракова болей десяти лет, из детинства ест при школе виленской ласкаве ховался, небошчик князь Ендрий, негды каноник и кустош костела виленского святого Станислава».
- Мартин Петькович Свирский — в 1494 г вместе с братом Якубом судились с боярином Кацпром Германовичем (второй муж их тетки Анны, которая в первый раз была замужем за князем Яном Романовичем Свирским). Их дядя Ян Романович записал в завещании своей жене имения Сырмеж, Споры и Свирь. Судебный процесс длился несколько лет, пока великий князь Александр не признал, что муж в завещании действительно дал слишком много родовых имений своей жене. Великий князь Александр присудил вернуть её второму мужу Кацпару Германовичу имения Сырмеж и Споры. У князя Мартина Петьковича Свирского осталось 6 сыновей: Михаил, Ян, Щастный, Николай, Лукаш, Александр и дочь Софья, которая вышла замуж за Мартина Издебского (из Дрогичинского повета на Подляшье, сейчас Белостокское воеводство).
- Михаил Петькович Свирский — известен по документам 1464—1503 гг. У него было 8 сыновей: Космос (Кузьма), Богдан Тур (в супружестве с Катериной Крупской герба Шелига[11]), Эразм, Пётр, Болеслав (Болько), Андрей, Юрий, Людвиг.
- Александр Петькович Свирский — по наследству получил от отца имение в Слуцком повете, полученное за выслугу.
- Ждан Александрович Свирский — маршалок и наместник у князя Юрия Семеновича Слуцкого (1527—1528), сын князя Александра Петьковича Свирского. В «Пописе войска» князь Ждан Свирский записан с отрядом в 5 коней, что означает наличие в его владениях не менее 120 дворов.
- «Кнгини Якубовая Свирская, хоружая» — согласно «Переписи войска ВКЛ 1528 года» должна была выставлять 11 коней[12]. Её муж — князь Якуб Петькович, хоружий Свирский, умер до 1528 г. В 1532 г. вдова Анна Михайловна продала князю Юрию Слуцкому за 30 коп грошей имение Чачковское (Чачково) в Менском повете.
- Княз Александро Мартинович — согласно «Реестра хоружства Кревского и Свирского» из переписи войска ВКЛ 1528 года должен был выставлять одного коня[13]. В 1527 г. князь Александр Михнович (Мартинович) Свирский с женой Софией за 300 коп грошей продали виленскому воеводе пану Альбрехту Мартиновичу Гаштольду свои части имений Мядель и Кобыльник.
- Ганна княжна Александровая Свирская — согласно «Реестру попису войска ВКЛ за 1565 год»: «…выслала 4 коны в панцер., в прыл., з сагайдаки, з ощепы, а драбов 2 — одын з ощепом а други з ручницою»[14].
- Яков Александрович (ум. в 1585 г.) — маршалок надворный литовский.
- Болеслав (Болько) Михайлович Свирский — упоминается в 1529 году. У него было 2 сына: Лукаш и Ян.
- Лукаш Болеславович Свирский (ум. в 1593 г.) — маршалок гоподарский, державца Кревский и тиун Биржанский.
- Ян Болеславович Свирский (ум. в 1597 г.) — маршалок господарский, державца Мойшогольский и наместник Виленский.
- Лев-Ян Свирский — в 1619 г. являлся маршалком Речицкого повета Менского воеводства.
- Михаил Свирский — в 1648 г. на элекционном (избирательном) сейме был депутатом от Трокского воеводства.
- Станислав Свирский — в 1648 г. на элекционном (избирательном) сейме был депутатом от Виленского воеводства.
- Князь Владислав (исправлено из: Владимир) княж Криштопов сын Свирской (Ошмянский повет) упоминается в «Крестоприводной книге шляхты Великого княжества Литовского 1655 года»[15].
- Княз Александр княж Микулаев сын Свирской (Оршанский повет) упоминается в «Крестоприводной книге шляхты Великого княжества Литовского 1655 года».
- Князь Юрьи княж Александров сын Свирской (Ошмянский повет) упоминается в «Крестоприводной книге шляхты Великого княжества Литовского 1655 года».
- Ярош Свирский — в 1663 г. был судьей гродским Слонимским.
- Самуель Свирский — в 1674 г. был судьей земским Менским.
- Ян Свирский — в 1731 г. был подчашим Ошмянским (почетный титул).